# کریستینا پترسن
کریستینا پترسن (انگلیسی: Christina Petersen؛ زادهٔ ۱۷ سپتامبر ۱۹۷۴) بازیکن فوتبال اهل دانمارک است.
وی همچنین در تیم ملی فوتبال زنان دانمارک بازی کرده‌است.